# Jan-Wellem-Denkmal

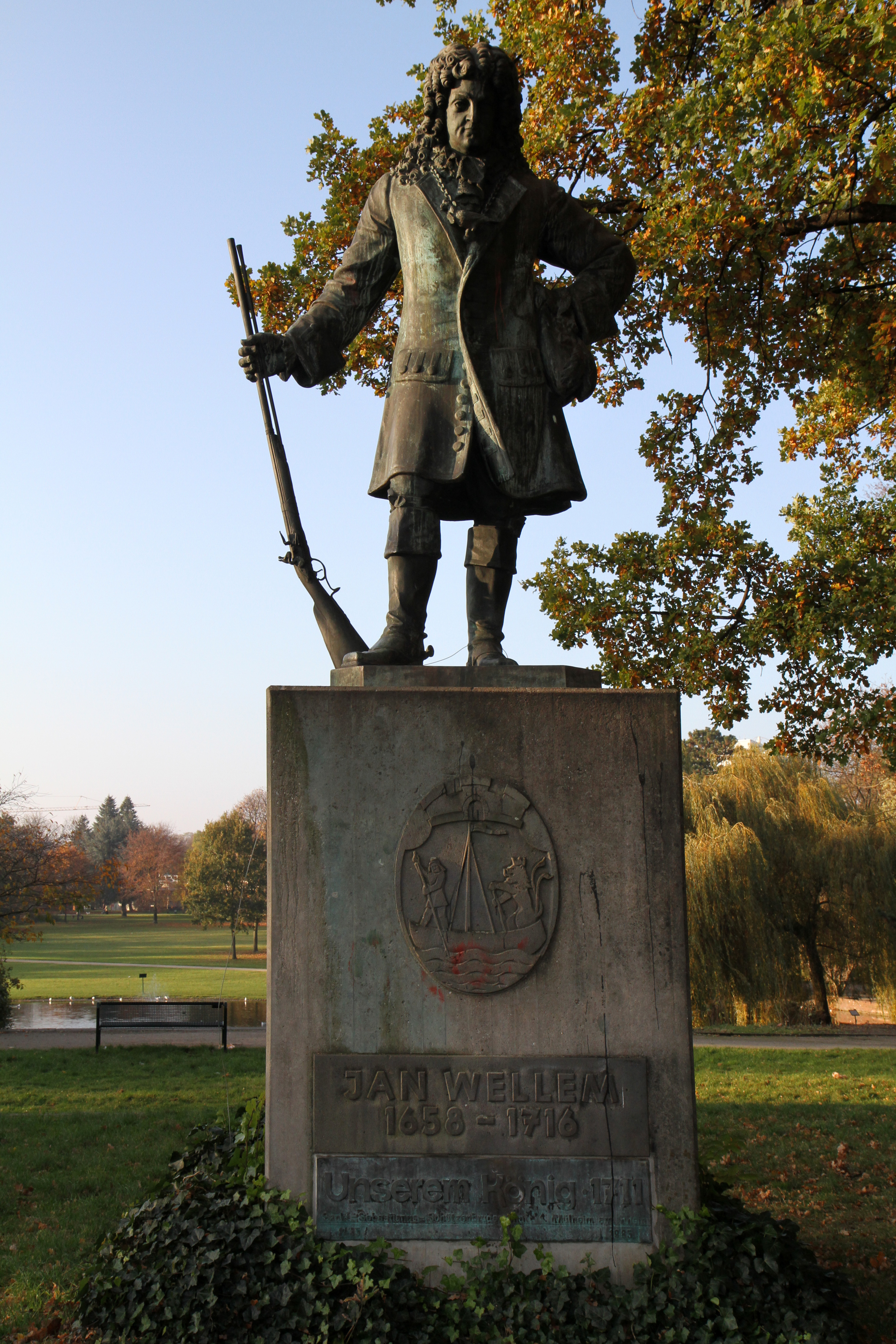
Jan-Wellem-Denkmal

Das Jan-Wellem-Denkmal in Köln-Mülheim stellt Johann Wilhelm von der Pfalz dar und geht auf die Stiftung der Textilfabrikantenfamilie Andreae zurück.
Im Zuge der Industrialisierung und des Wachstums wurde das Kölner Stadtgebiet erweitert, schließlich kam die Frage der Eingemeindung Mülheims nach Köln auf. Der Kampf um die Selbstständigkeit wurde 1913 aufgegeben. Mülheim sah keinen Ausweg mehr und der Stadtrat beschloss den Anschluss an Köln. Die Alternative wäre Mülheim als eine Exklave auf dem Kölner Stadtgebiet gewesen. Gegen die Eingemeindung sprach vor allem die gute Finanzlage der Stadt Mülheim, wo zahlreiche gut prosperierende Industriebetriebe ansässig waren. Nach dem Stadtrat beschloss auch die Provinzialregierung, Mülheim zum 1. April 1914 nach Köln einzugemeinden. Die Bürgerinitiative sammelte sogar etwa 4000 Unterschriften gegen diese Entscheidung und reichte vergebens die Petition beim Reichstag ein. Die Reichsregierung bestätigte amtlich die Eingemeindung zum 10. Juni 1914.
In der Endphase dieser Auseinandersetzung stiftete der Mülheimer Fabrikant Christoph Andreae das Jan-Wellem-Denkmal. Zahlreiche Mülheimer Handwerks- und Industriebetriebe gehörten lutherischen bzw. reformierten Eigentümern, deren Ansiedlung auf tolerante Konfessionspolitik des Kurfürsten zurückging. Auch die Familie Andreae musste 1714 wie alle Protestanten Köln verlassen. Deren 1687 in Köln gegründete Tuchmanufaktur wurde ebenfalls nach Mülheim verlagert.
Am 18. Juni 1714 bekam die Familie Andreae das Wohnrecht in Mülheim. Aus dem Anlass des 200-jährigen Firmenjubiläums in Mülheim (1714–1914), aber nicht der Firmengründung, stiftete Christoph Andreae das Denkmal. Die Einweihung erfolgte allerdings in Köln-Mülheim am 28. April 1914, rund 28 Tage nach der Eingemeindung, aber knapp zwei Monate vor dem richtigen Jubiläumsdatum. Johann Wilhelm besuchte mehrmals Mülheim, denn dies lag auf dem Wege nach Bensberg. Die Nachbarorte Königsforst und Buchforst zählten zu den Jagdrevieren des Kurfürsten. Bei einem Besuch Mülheims 1711 wurde Johann Wilhelm der Schützenkönig des St.-Sebastianus-Schützenvereins und bekam eine Kette mit Vogel und Schild geschenkt.
Die 3,15 Meter hohe, von Eduard Schmitz geschaffene Figur aus Bronze stellt Jan Wellem in der Jagdkleidung mit Stiefeln, Büchse und Dreimaster dar. Die Statue steht auf einem barockisierten Sockel mit dem Mülheimer Stadtwappen. Unter dem Stadtwappen befinden sich zwei Tafeln mit Inschriften: „Jan Wellem (1658–1716)“ und „Unserem König 1711“.
Der ursprüngliche Standort des Denkmals war auf der Südseite des Wiener Platzes. Nach dem Zweiten Weltkrieg wurde das Denkmal zum Stadtgarten an der Kreuzung Jan-Wellem-Straße / Fürstenberger Straße versetzt. In der Publikation von Iris Benner ist das Foto des Denkmals noch vor der offiziellen Einweihung abgebildet.
Die Stiftung des Denkmals war zumindest teilweise politisch motiviert. Das Firmenjubiläum ist hier eindeutig in den Hintergrund zu stellen, weil dieselbe Familie Andreae auch das Bismarck-Denkmal in Köln im Zuge des Kulturkampfes stiftete. In diesem Kontext sind die politischen Motive der Stiftung als dominierend zu betrachten.